# Viktor's Race
La Course de Victor (ou Viktor's Race en anglais) est un parcours de montagnes russes assises du parc d'attractions Plopsaland, situé à La Panne, dans la Province de Flandre-Occidentale, en Belgique.

## Description

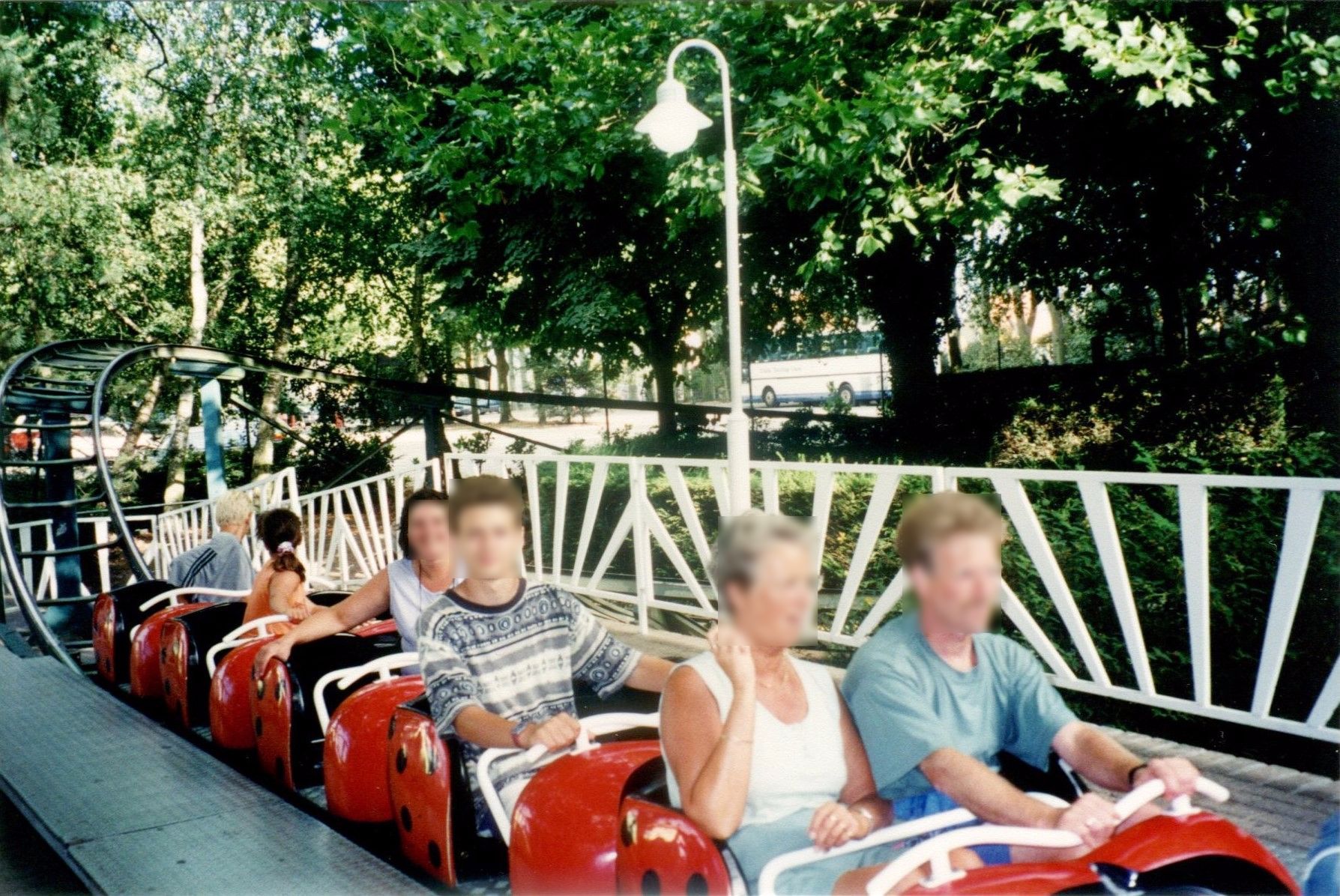
Aspect premier du train.

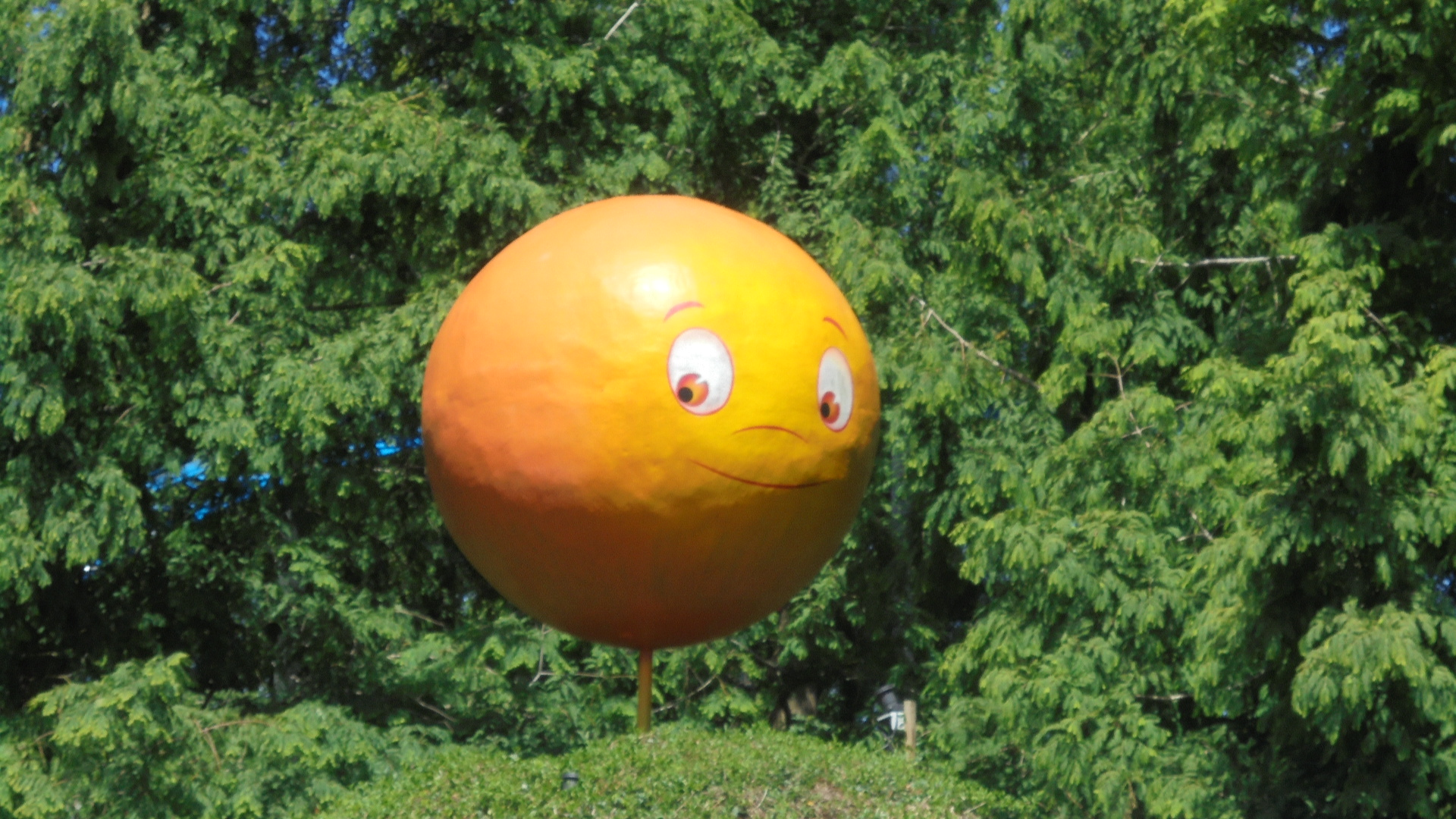
Planète, en référence au nouveau thème.

Ouvert sous Meli Park, il est le plus ancien circuit de montagnes russes encore en activité en Belgique,. Il est le premier parcours tivoli large avec Keverbaan à Attractiepark Slagharen. Ouvert également en 1976, celui-ci déménage dans le parc mexicain Selva Mágica en 2001.
Un seul train évolue sur le circuit parcouru deux fois. Propulsé par des lift à pneus, il est composé de vingt wagons d'une rangées de deux places sécurisés par des lap bar pour un total de quarante passagers.
Le tracé est disposé en un double figure 8 sur une superficie de 37,3 mètres sur 42 mètres. Entre 1976 et 1999, l'attraction se situe près de l'entrée de Meli Park, sur la place du village, en lieu et place d'une boutique actuellement. Son nom provient de l'aspect du train de l'époque dont les coques imitaient l'aspect de la coccinelle. L'acquisition de Meli Park en 1999 par le Studio 100 entraîne le déménagement du parcours de montagnes russes à son emplacement actuel, devant la tour de type Star Flyer. Renommé Dongo's Race, il reçoit un nouveau thème ainsi que la zone aux alentours : Wizzy & Woppy. Dongo est en effet la tortue de cette série télévisée. Le convoi est repeint en vert et une statue représentant Dongo est en tête du train.
En 2013, les montagnes russes changent encore de thème au profit de Kaatje van Ketnet (Kathy Tralalère en français), une série télévisée de la chaîne belge Ketnet. Sa nouvelle dénomination est la Course de Viktor. Victor est un ami astronaute de Kathy. Une représentation de celui-ci dans sa fusée argentée prend la place de la statue de Dongo et différentes planètes sont placées le long du circuit. Quelques éléments présents par le passé prennent place aux abords de K3 Roller Skater. Une partie de la zone Wizzy & Woppy est transformée en zone Kathy. Plopsaland investit 750 000 euros dans la refonte de cette section.
En 2013, après les vacances de la Toussaint qui se terminent cette année le 3 novembre, le plus ancien parcours de montagnes russes alors encore en activité en Belgique subit des travaux pour remplacer la plupart du tracé. Les travaux consistants à reconstruire à l'identique les rails et le train par Zierer aboutissent à l'ouverture d'un circuit neuf le 5 avril 2014 pour la nouvelle saison du parc belge. La seule différence visible est le changement de couleurs des rails, ils sont passés du rouge au bleu.